# 스리랑카의 코로나19 범유행
다음은 스리랑카의 코로나19 범유행 현황에 대한 설명이다.
2020년 스리랑카 코로나바이러스 대유행은 SARS-CoV-2에 의한 새로운 전염병인 COVID-19의 지속적인 바이러스 대유행이다. 2020년 4월 13일 현재 전국에서 확인된 사망자는 214명, 사망자는 7명이다. 2020년 3월 3일, 스리랑카 외곽에서 스리랑카 출신과 관련된 첫 사례가 이탈리아에서 보고되었다. 3월 23일 현재 스리랑카 육군이 코로나바이러스의 대유행을 막기 위한 예방책으로 전국에 45개의 검역소를 건설하고 있다. 거의 3,500명의 사람들이 14개국에서 온 31명의 외국인들을 포함한 45개의 검역소에서 격리되었다.
2020년 3월 25일 현재 스리랑카 당국은 확인된 환자와 접촉하고 그러한 환자들을 위해 자체 검열을 지시한 1만 4천여 명을 추적하고 있다.

## 배경
세계보건기구(WHO)는 12일 2019년 12월 31일 처음 WHO의 주목을 받았던 중화인민공화국 후베이성 우한시의 한 집단에서 신종 코로나바이러스가 호흡기 질환의 원인임을 확인했다. 이 군단은 처음에 우한화난수산물도매시장과 연결되어 있었다. 그러나 실험실 확정 결과가 나온 그 첫 사례들 중 일부는 시장과 연관성이 없었고, 전염병의 근원은 알려져 있지 않다.
2003년 사스와 달리 COVID-19의 경우 치명률은 훨씬 낮았지만, 총 사망자 수가 상당할 정도로 감염 경로는 훨씬 더 컸다. COVID-19는 전형적으로 약 7일 정도의 독감과 유사한 증상을 보이며, 그 후 일부 사람들은 병원에 입원해야 하는 바이러스성 폐렴의 증상으로 발전한다. 3월 19일부터 COVID-19는 더 이상 "높은 결과 감염병"으로 분류되지 않았다.
스리랑카의 검역법은 1897년 제3호 질병 검역 및 예방 조례가 적용되며 12개 섹션이 있다.